# ایسشیکی، آیچی
ایسشیکی، آیچی (به لاتین: Isshiki, Aichi) یک منطقهٔ مسکونی در ژاپن است که در ناحیه چوبو واقع شده‌است. ایسشیکی ۲۳٬۷۷۵ نفر جمعیت دارد.